# NGC 4309
NGC 4309 је спирална галаксија у сазвежђу Девица која се налази на NGC листи објеката дубоког неба.
Деклинација објекта је + 7° 8' 41" а ректасцензија 12h 22m 12,3s. Привидна величина (магнитуда) објекта NGC 4309 износи 12,8 а фотографска магнитуда 13,7. NGC 4309 је још познат и под ознакама UGC 7435, MCG 1-32-25, CGCG 42-51, IRAS 12196+0725, VCC 534, NPM1G +07.0289, PGC 40051.